# Claudia Kolb
Claudia Kolb   (Hayward, 19 de desembre de 1949), coneguda de casada com a Claudia Thomas, és una nedadora estatunidenca, ja retirada, especialista en estils, que va competir durant la dècada de 1960.
El 1964 va prendre part en els Jocs Olímpics d'Estiu de Tòquio on va guanyar la medalla de plata en els 200 metres braça del programa de natació. Quatre anys més tard, als Jocs de Ciutat de Mèxic, va disputar dues proves del programa de natació. En ambdues, els 200 i 400 metres estils, guanyà la medalla d'or, alhora que aconseguia quatre rècords olímpics.
En el seu palmarès també destaquen tres medalles d'or i una de plata als Jocs Panamericans de 1967, vint-i-cinc campionats nacionals dels Estats Units de l'AAU i va establir 23 rècords mundials. El 1967 va ser nomenada "nedadora de l'any" per la revista Swimming World. El 1975 va ingressar a l'nternational Swimming Hall of Fame.